# Volcan de l'Euphrate (Forces démocratiques syriennes)

Logo de la coalition Volcan de l'Euphrate.

Le Volcan de l'Euphrate  (arabe : بركان الفرات, Burkān al-Furāt) est une chambre d'opérations conjointe entre les unités de protection du peuple (YPG) kurdes et des brigades de l'Armée syrienne libre formée le 10 septembre 2014 et visant à expulser l'État islamique du gouvernorat de Raqqa. 

## Composition
L'alliance Volcan de l'Euphrate rassemble les groupes suivants :
- Les YPG et les YPJ[1]
- La Brigade des révolutionnaires de Raqqa[1]
- Les Bataillons Shams al-Shamal[1]
- La brigade de Jarablus (en)[1]
- Jabhat al-Akrad[1]
- Les Gardiens de Raqqa[1]
- L'Armée al-Qassas (en)[1]
- La Brigade du jihad sur la voie de Dieu[2].

## Affiliations
Le 11 octobre 2015, le Volcan de l'Euphrate rallie les Forces démocratiques syriennes,.